# Аргос-Микинес
Аргос-Микинес (грч. Άργος-Μυκήνες) је општина у Грчкој. По подацима из 2011. године број становника у општини је био 42.022.

## Становништво
| 2011.  |
| ------ |
| 42,022 |